# Budismul în China

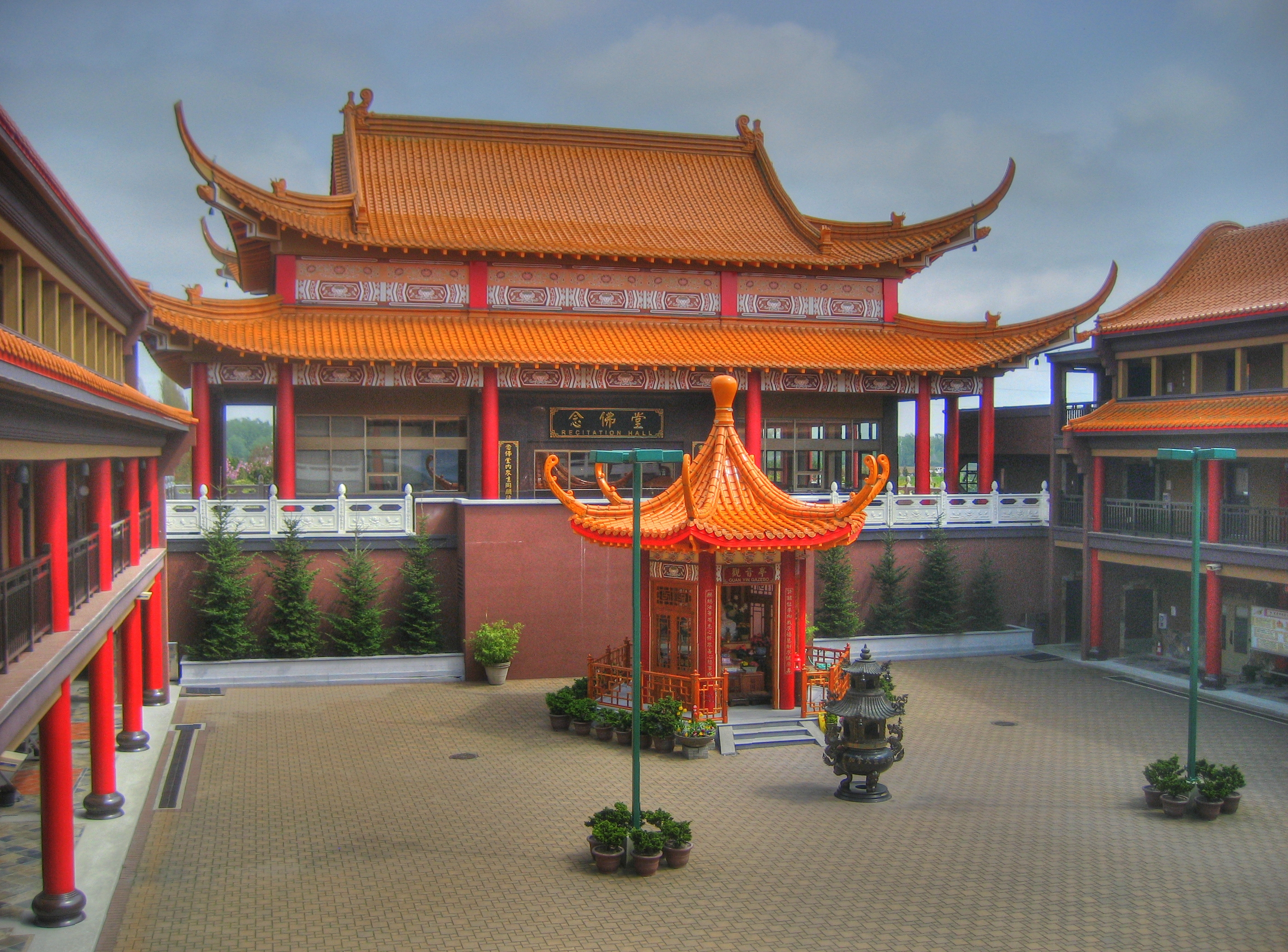
Templul budist Ling Yen.

Budismul este religia predominantă din China, o țară preponderent atee. Aproximativ 224 de milioane de chinezi și-au declarat apartenența la această religie, însemnând 19% - 20% din populația totală a acestei țări. Astfel, China este țara cu cel mai mare număr de credincioși budiști din întreaga lume.

## Istorie

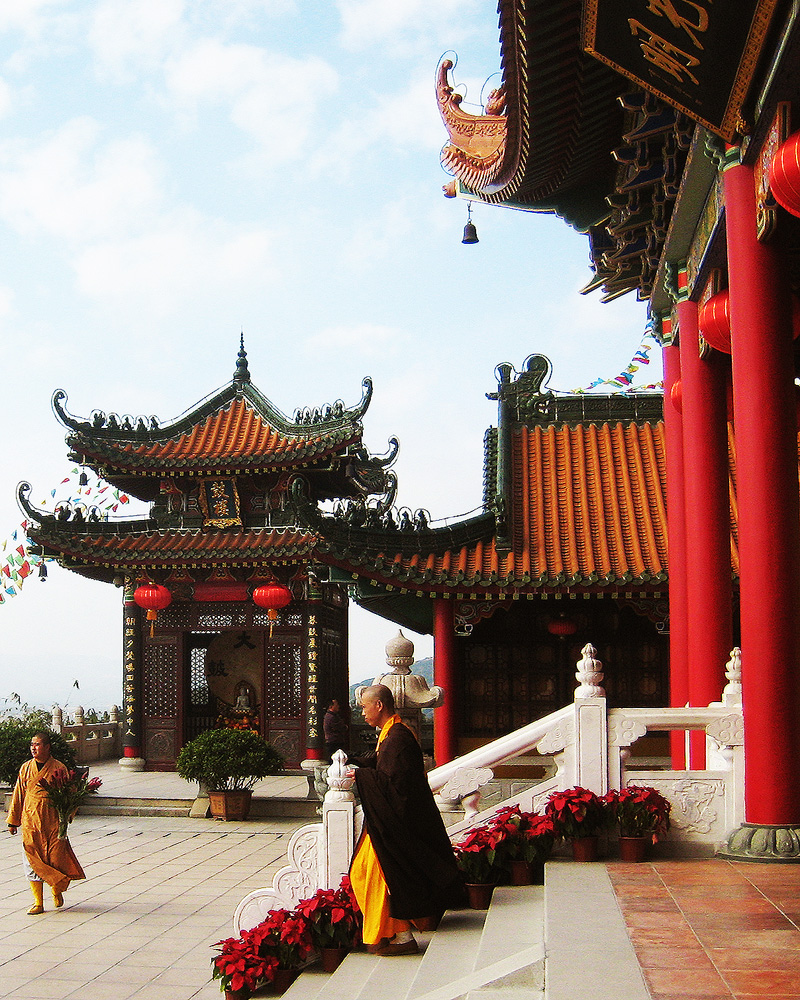
Călugări budiști la templul Jintai.

Budismul a fost adus în China, în varianta Mahayana, înainte de secolul al II-lea d.Hr. (unele izvoare spun anul 65 d.Hr.), în timpul Dinastiei Han, prin intermediul relațiilor comerciale cu India.
Conform unei legende mai vechi, împăratul Ming di (28-75 d.Hr.) a avut într-o noapte un vis în care i-a apărut în față un om din aur. A doua zi el a povestit miniștrilor săi ceea ce a văzut, iar unul dintre miniștri i-a spus că este vorba despre Buddha Shakyamuni, o divinitate din India. Curios, Ming di a trimis o delegație în India pentru a afla mai multe informații despre acest Buddha. Delegația s-a întors cu o imagine a lui Buddha, câteva sūtre și însoțită de doi călugări budiști. Încântat de ideile budismului, Ming di a ordonat în anul următor construirea Templului Calului Alb din Luoyang, primul templu budist din China. Curând, tot mai mulți călugări au fost hirotoniți, iar din India au venit noii misionari.
În perioada de divizare care a urmat căderii dinastiei Han, budismul s-a răspândit foarte repede, în ciuda unor încercări ale funcționarilor confucianiști de a-l interzice. Totuși , budismul a ajuns la apogeul influenței sale în China abia în timpul dinastiei Tang.
Împăratul Taizong din dinastia Tang a fost primul împărat chinez care a promovat budismul, convertindu-se la această religie. În anul 629 d.Hr., Taizong l-a trimis pe călugărul budist Xuanzang într-o călătorie în India ca să aducă textele sacre budiste (sūtrele) în China. Călătoria lui a inspirat multe scrieri ale literaturii chineze, printre care și celebrul roman Călătorie spre Vest, mai cunoscut în Occident ca romanul Maimuța. Când călugărul s-a întors în China, în anul 645 d.Hr., a venit cu o mulțime de copii ale sūtrelor și cu numeroase statui ale lui Buddha. În ultimi ani din viață Xuanzang a tradus numeroase sūtre din limba sanscrită în limba chineză.
Tot în perioada dinastiei Tang, a fost constituit pe baza sūtrelor, a textelor mahayaniste și a altor texte budiste chinezești, Dàzàngjīng (大藏经), canonul chinezesc budist, care s-a răspândit în Japonia, Coreea și Vietnam. În același timp au apărut și numeroase secte budiste care au facilitat răspândirea budismului și a influențelor chinezești peste hotarele Chinei. Una dintre aceste secte a fost școala Chan, fondată în anul 526 d.Hr. de către Bodhidharma, primul patriarh budist al Chinei. Această școală impunea tehnici de arte marțiale și este și în ziua de azi una dintre cele mai practicate școli ale budismului, mai ales în Asia de Est.
Budismul a continuat să exercite o mare influență asupra societății chineze, acest fapt fiind dovedit de prin nenumăratele temple și statui ale lui Buddha. Printre capodoperele artei budiste chineze se numără Marele Buddha din Leshan și Grotele Longmen.
Bogăția și influența budismului a provocat critici înverșunate ale învățaților confucianiști din secolul al IX-lea. Sentimentul antibudist a ajuns la apogeu în rândul clasei conducătoare în anul 845 d.Hr., când împăratul Wuzong a ordonat distrugerea a 4.600 de temple și mănăstiri budiste și confiscarea pământurilor acestora, iar 250.000 de preoți și călugări budiști au fost alungați și forțați să se reintegreze în societate. După acest incident budismul nu și-a mai recăpătat niciodată influența avută în China.
După căderea dinastiei Tang, în anul 907, a venit la putere o nouă dinastie, Dinastia Song care a promovat secta budistă Chan, făcând-o religie oficială. În această perioadă ideologia confucianistă a fost reinterpretată fiind combinată cu elemente din budism și taoism. Astfel a apărut Neo-Confucianismul, care s-a sprijinit pe budism, pe secta Chan în special. În secolul al XII-lea, neo-confucianismul și secta Chan au fost răspândite în Coreea, Vietnam și în Japonia, unde secta Chan se numește Zen, fiind preferată de clasa conducătoare a samurailor.
În timpul cuceririi mongole a Chinei, când a fost întemeiată dinastia Yuan , a fost introdus în China budismul tibetan, care a devenit religie oficială. Călugări budiști tibetani, numiți lama, au ocupat funcții înalte în justiție. Lama erau bogați și corupți, și răspândeau învățături necanonice legate de magie și spiritualitate. În anul 1368, dinastia mongolă Yuan a fost răsturnată de dinastia chineză Ming, care a preluat controlul asupra Chinei. Lama au fost destituiți din funcții și expulzați din imperiu, iar această formă de budism a fost interzisă și declarată heterodoxă.
În timpul dinastiilor Ming și Qing, religia oficială a fost budismul Chan, dar tot în timpul dinastiei Qing, budismul tibetan a fost aprobat pentru a fi practicat în China.
Începând cu anul 1949, când a fost constituită Republica Populară Chineză, multe temple , mănăstiri budiste și statui ale lui Buddha au fost deteriorate sau chiar distruse; cu toate acestea China a rămas țara cu cei mai mulți adepți ai budismului din întreaga lume.